# 1,5-naftaleendiamine
1,5-naftaleendiamine is een organische verbinding met als brutoformule C10H10N2. De stof komt voor als kleurloze tot lichtpaarse kristallen, die quasi-onoplosbaar zijn in water. 1,5-naftaleendiamine is een intermediair in de synthese van 1,5-naftaleendi-isocyanaat en bij de productie van kleurstoffen. Alphamin is een handelsnaam van de stof.

## Toxicologie en veiligheid
De stof ontleedt bij verbranding, met vorming van giftige dampen van onder andere stikstofoxiden, koolstofdioxide en koolstofmonoxide. Het reageert hevig met sterke oxidatoren, sterke zuren, zuuranhydriden en zuurhalogeniden. 1,5-naftaleendiamine is niet onder te brengen voor wat betreft de carcinogeniciteit voor de mens en is geclassificeerd in IARC-klasse 3.